# Barmanou
El Barmanou (o Barmanu o Baddmanus), un primate humanoide bípedo, que presuntamente habita la región montañosa de Pakistán occidental. Los pastores que viven en las montañas han reportado avistamientos. El zoólogo Jordi Magraner, un español que vivía en Francia, investigó el Barmanou extensamente.
El Barmanou es el equivalente pakistaní del Pie Grande. El término Barmanou es utilizado en varias lenguas pakistaníes incluyendo el khowar, el shina, el hindko y el cachemir.  Además del nombre Barmanou, hay otros nombres locales también.
El área donde el Barmanou habita va desde el distrito de Chitral hasta la cordillera del Karakórum, entre el Pamir y el Himalaya. Esto lo coloca entre las áreas de dos de los críptidos más famosos, el Almas de Asia Central y el Yeti del Himalaya.
El Barmanou presuntamente posee características tanto humanas como primates, y tiene la reputación de secuestrar mujeres e intentar aparearse con ellas. También se ha reportado llevando pieles de animales en su espalda y cabeza. El Barmanou aparece en el folclore de las regiones del norte de Pakistán, y dependiendo de donde provengan las historias tiende a ser descrito como un simio o un hombre salvaje.
La primera búsqueda del Barmanou en Pakistán fue llevada a cabo por el zoólogo español Jordi Magraner de 1987 a 1990. El escribió un ensayo, Les Hominidés reliques d'Asie Centrale, sobre el críptido Pakistaní – el hombre salvaje.
En mayo de 1992, durante una búsqueda en el valle Shishi Kuh, Chitral, la Dra. Anne Mallasseand informó que una tarde oyó sonidos guturales inusuales que sólo una garganta primitiva pudo haber producido. A pesar de todo la Dra.  Mallasseand no fue capaz de grabar el sonido.